# 西山区
西山区（せいざんく）は中華人民共和国雲南省昆明市に位置する市轄区。

## 歴史
中華人民共和国建国当初は昆明県第五区、六区とされており、1953年の市県合併の際に八区及び九区に改称された。1956年には八区と九区が合併し西山区が誕生、現在に至っている。

## 行政区画
10街道を管轄する。
- 西苑街道、馬街街道、金碧街道、永昌街道、前衛街道、福海街道、棕樹営街道、碧鶏街道、海口街道、団結街道
- 昆明滇池国家旅游度假区

## 交通

### 鉄道
- 中国国家鉄路集団
  - 元昆線

（成都方面）- 碧鶏関駅 - 昆明西駅 -（昆明方面）
  - 昆陽線

（読書舗駅方面）- 白塔村駅 - 中灘駅 -（昆陽方面）
- 昆明軌道交通
  - ■3号線

西山公園駅 - 車家壁駅 - 普坪村駅 - 石咀駅 - 大漁路駅 - 西部汽車站駅 - 眠山駅 - 昌源中路駅 - 西苑駅 - 梁家河駅 - 市体育館駅 -
  - ■5号線

### 道路
- 高速道路
  - 杭瑞高速道路
  - 昆明環状高速道路
  - S30 高海高速道路
  - S0501 昆明西北環状高速道路
- 国道
  - G320国道